# The Busker
The Busker é uma banda maltesa de indie pop fundada em 2012. A banda é composta por David "Dav.Jr" Meilak, Jean Paul Borg, e Sean Meachen. Em 2023, foram seleccionados para representar Malta no Festival Eurovisão da Canção de 2023 com a canção «Dance (Our Own Party)».

## Carreira musical
Os The Busker formaram-se em Outubro de 2012 como um duo composto pelo cantor e guitarrista Dario Genovese e pelo percussionista Jean Paul Borg. Dois anos depois, juntaram-se a eles o baixista e tecladista David Grech e o saxofonista Sean Meachen. O grupo inspirou-se em bandas pop da década de 60, como The Beatles e The Beach Boys. Desde cedo, começaram a lançar covers e canções próprias no YouTube. O álbum de estreia da banda intitulado «Telegram», foi lançado em 2017, seguido de «Ladies and Gentlemen» em 2018. Em 2021, Dario Genovese deixou a banda.
Em Novembro de 2022, os The Busker foram confirmados como um dos 40 participantes no «Malta Eurovision Song Contest 2023», o festival utilizado para seleccionar o representante de Malta ao Festival Eurovisão da Canção. A sua canção, «Dance (Our Own Party)», foi apresentada juntamente com todas as outras no mês seguinte. Depois de se terem qualificado em primeiro lugar para os quartos-de-final e depois para as meias-finais do concurso, a 11 de Fevereiro de 2023, os The Busker actuaram na final, onde a combinação de pontos atribuídos pelos juízes e pelo televoto os escolheu como vencedores entre os 16 restantes. Tornaram-se assim os representantes de Malta no Festival Eurovisão da Canção de 2023, em Liverpool.

## Membros

### Membros actuais
- David "Dav. Jr" Grech - voz, baixo, teclados
- Jean Paul Borg - bateria
- Sean Meachen - saxofone

### Membros anteriores
- Dario Genovese - voz, guitarra

## Discografia

### Álbuns de estúdio
- 2017 – Telegram
- 2018 – Ladies and Gentlemen

### EP
- 2021 – X

### Singles
- 2020 – Just a Little Bit More (com Matthew James)
- 2021 – Don't You Tell Me What to Feel (com Raquela DG)
- 2021 – Loose
- 2021 – Nothing More
- 2022 – Miracle
- 2023 – Dance (Our Own Party)